# Dipartimento di Kanem Settentrionale
Il dipartimento di Kanem Settentrionale è un dipartimento del Ciad facente parte della provincia di Kanem. Il capoluogo è Nokou.

## Geografia antropica

### Suddivisioni amministrative
Il dipartimento è diviso in 4 sottoprefetture:
- Nokou
- Ntiona
- Rig Rig
- Ziguey